# Trichomycterus yuska
Trichomycterus yuska är en fiskart som beskrevs av Fernández och Schaefer 2003. Trichomycterus yuska ingår i släktet Trichomycterus och familjen Trichomycteridae. Inga underarter finns listade i Catalogue of Life.